# Maral Bani Adam
Maral Bani Adam, née le 20 septembre 1981 à Téhéran, est une actrice de théâtre, de cinéma et de télévision iranienne,,,,,.